# Stena Baltica (schip, 1986)
De Stena Baltica is een schip van Stena Line. Het schip werd in dienst genomen als de M/S Koningin Beatrix en was het vlaggenschip van de Stoomvaart Maatschappij Zeeland, op dat moment 'Crown Line' genaamd.
In 1986 kwam ze in dienst en ging ze varen tussen Hoek van Holland en Harwich. In 1989 werd die route door Stena Line overgenomen, waar ze tot 1997 bleef varen samen met de Stena Europe. Toen kwam de Stena Discovery in dienst. De Koningin Beatrix ging toen varen tussen Rosslare en Fishguard. In 2002 werd ze vervangen op de dienst Rosslare - Fishguard door de Stena Europe, waarmee ze de dienst Hoek - Harwich onderhield.
In 2003 vond een grote verbouwing plaats en werd ze omgedoopt tot Stena Baltica, werwijzend naar haar nieuwe route in de Baltische zee, Gdynia - Karlskrona, waar ze nu nog vaart samen met de Finnarrow. Het voer toen onder de vlag van de Bahamas.
Zusterschepen van de Stena Baltica waren destijds  MS Olau Brittania (1990), MS Olau Hollandia (1989), MS Nils Holgersson (1987) en MS Peter Pan (1986).
In februari 2013 is de Stena Baltica verkocht aan SNAV en omgedoopt naar SNAV Adriatico en gaan varen op de route Ancona - Split, later op de route Ibiza - Barcelona. Anno mei 2020 vaart ze op de route Napels-Palermo.
Medio 2023 vaart ze onder de naam GNV Blu.